# Индикатор подлинного прогресса
Индикатор подлинного прогресса (англ. genuine progress indicator, GPI) — обобщённый показатель, заменяющий ВВП  в качестве интегральной меры экономического прогресса. GPI, как и ВВП, имеет денежное выражение, но в отличие от ВВП, суммирующего свои составляющие, в основе GPI лежит идея разделения на категории выгод и издержек, а итоговый показатель определяется как разность между ними. GPI стал одной из немногих альтернатив ВВП, широко обсуждаемых в научном сообществе и применяемых правительствами и неправительственными организациями  для более точной оценки устойчивого экономического благосостояния (Talberth и др., 2007). Динамика GPI в развитых странах в последние десятилетия является одним из главных аргументов, используемых сторонниками концепции «нерентабельного роста».

## История
Первые попытки количественной оценки благосостояния на основе сравнения благ и издержек экономического роста были предприняты в 1960-х годах (Sametz, 1968). В работе Уильяма Нордхауса и Джеймса Тобина (1972) был предложен индикатор экономического благополучия на основе коррекции ВВП для учёта обычно не принимаемых во внимание экономических и социальных факторов. Дальнейшим развитием этой идеи послужил индекс экономических аспектов благосостояния, включавший экологические аспекты и использование природных ресурсов (Zolotas, 1981). Оба последних индекса дали первые свидетельства расхождения между ВВП и реальным благосостоянием, количественно показав, что со временем всё большая доля экономической активности может становиться тщетной с точки зрения благополучия общества. Опираясь на работы предшественников, Герман Дэйли и Джон Босвелл Кобб (1989) предложили индекс устойчивого экономического благосостояния (англ. ISEW) в качестве «способа оценки экономики, который даёт лучшие ориентиры для тех, кто заинтересован в увеличении экономического благосостояния». ISEW включал в себя серию поправок к ВВП, учитывающих социальные и экологические факторы, а также использование природных ресурсов. В 1995 году организация Redefining Progress несколько усовершенствовала методологию ISEW и опубликовала результаты этой работы под новым названием «индикатор подлинного прогресса» (англ. genuine progress indicator).

## Методы
Расчёт GPI, как и ВВП, начинается с персональных потребительских затрат. Они корректируются с учётом неравномерности распределения доходов, что отражает влияние социальной справедливости на благосостояние общества (равное по абсолютной величине приращение доходов имеет для бедных большее значение, чем для богатых). Далее к этой величине прибавляются (или отнимаются) денежные выражения различных аспектов экономической активности, затрагивающих общественное благосостояние. Они включают:
1. Позиции, которые засчитываются в ВВП в качестве доходов, но на деле являются издержками (например, денежные затраты на борьбу с загрязнением)
2.  Позиции, которые игнорируются в ВВП, но тем не менее являются издержками (например, истощение невозобновляемых природных ресурсов)
3.  Позиции, которые игнорируются в ВВП, но при этом являются доходами (например, ценность домашнего труда) 
GPI делает наглядным тот факт, что само по себе количество экономической активности мало что значит для оценки её вклада в благосостояние без информации о её качестве (Venetoulis и Cobb, 2004).
В упрощённой форме расчётная формула выглядит так:
GPI = A+B - C - D + I
A - потребительские затраты, скорректированные с учётом распределения доходов
B – ценность нерыночных услуг, увеличивающих благосостояние
C – индивидуальные затраты на защиту от ухудшения экологической обстановки
D – цена деградации природной среды и истощения невозобновляемых ресурсов
I – увеличение капитала и баланс международной торговли
|    | Компонент                                                     | Влияние на благосостояние | Описание | Метод подсчёта |
| -- | ------------------------------------------------------------- | ------------------------- | --- | --- |
| 1  | Индивидуальные потребительские расходы                        | +                         | Исходная величина для подсчёта GPI и база для оценки благосостояния связанного с потреблением товаров и услуг. | Доход на душу населения х коэффициент отношения потребительских расходов к доходам |
| 2  | Распределение доходов                                         | + или -                   | Коэффициент Джини отражает разницу между реальным распределением доходов и равным распределением, он меняется от 0 (равное распределение) до 1 (одно домашнее хозяйство получает все доходы).                                                                                             | (Коэффициент Джини для данного года/самое низкое значение коэффициента Джини) х 100 |
| 3  | Потребление, скорректированное с учётом распределения доходов | +                         | Скорректированные индивидуальные потребительские расходы являются базовым значением, к которому прибавляют (или от которого отнимают) другие компоненты индекса. | (Строка 1/Строка 2)х100 |
| 4  | Стоимость домашнего труда                                     | +                         | Домашний труд включает приготовление пищи, уборку, уход за детьми и т. д. | Количество часов работы х почасовая плата за наём работника для выполнения этой работы |
| 5  | Стоимость волонтёрского труда                                 | +                         | Волонтёрский труд является важным вкладом в общественное благосостояние, он не включается в ВВП. | Количество часов волонтёрской работы х почасовая плата за наём работника для выполнения этой работы                                                                                                |
| 6  | Пользование домашним капиталом                                | +                         | В расчёт принимается стоимость службы бытового оборудования и товаров длительного пользования имеющихся в домашнем хозяйстве. | Цена имеющихся товаров длительного пользования х коэффициент амортизации 12,5% |
| 7  | Расходы на товары длительного пользования                     | -                         | Чтобы избежать двойного счёта, реальные затраты на товары длительного пользования вычитаются из GPI. | Доход на душу населения х процент затрат на товары длительного пользования |
| 8  | Пользование дорогами и улицами                                | +                         | Эта предоставляемая государством услуга теоретически может продаваться на рынке, но определение цены для индивидуального потребителя затруднительно Значение 7,5% подразумевает, что 10% стоимости дорог должно возмещаться ежегодно, и что 75% езды по ним совершается для удовольствия. | Цена имеющихся дорог х 7,5% |
| 9  | Суммарные инвестиции в капитал                                | + или -                   | Чтобы избежать потребления капитала в качестве дохода общество должно поддерживать и увеличивать инвестиции в капитал для удовлетворения потребностей населения. Целью данной категории является учёт изменений в накопленном капитале в расчёте на одного работника.                     | Из национальной статистики |
| 10 | Суммарные внешние долги/займы                                 | + или -                   | Устойчивость экономики зависит от степени её зависимости от внешних источников финансирования для поддержания текущего потребления. | Из национальной статистики |
| 11 | Цена преступности                                             | -                         | Преступность уменьшает общественное благосостояние как прямым (медицинские расходы плюс потеря собственности) так и непрямым образом (издержки на предотвращение преступлений) | Прямой ущерб от имущественных преступлений + расходы на предотвращение преступлений |
| 12 | Цена разводов                                                 | -                         | Разводы и излишнее время, проводимое перед телевизором, приводят к экономической нагрузке на общество, при этом они ведут к росту ВВП. | Прямой ущерб от разводов + социальная цена просмотра телепрограмм |
| 13 | Уменьшение досуга                                             | -                         | GPI учитывает потерю свободного времени от сверхурочной работы. | Уровень занятости х утерянное время досуга х средняя почасовая оплата труда |
| 14 | Цена безработицы                                              | -                         | Хронически безработные, прекратившие поиски работы и лица, принудительно работающие неполное время, снижают благосостояние общества, поскольку следствием безработицы являются преступления, психические расстройства и наркомания.                                                       | Число безработных х число непредоставленных рабочих часов х средняя почасовая оплата труда |
| 15 | Цена ежедневных поездок                                       | -                         | Ежедневные поездки приводят к прямым денежным затратам на личный или общественный транспорт плюс непрямые издержки от потери времени, которое могло быть потрачено более полезным или приятным образом.                                                                                   | Цена автомобиля х процент использования его для ежедневных поездок + цена пользования общественным транспортом + стоимость времени на ежедневные поездки с использованием местной почасовой оплаты |
| 16 | Издержки домохозяйств на борьбу с загрязнением                | -                         | Расходы на воздушные фильтры и удаление отходов не повышают благосостояние, а являются компенсацией экстернализации расходов на загрязнение в ходе экономической активности. Они являются попыткой восстановить базовый уровень экологических свойств повседневной среды обитания.        | Цена фильтров и конвертеров + цена канализации + стоимость обращения с мусором |
| 17 | Цена дорожно-транспортных происшествий                        | -                         | GPI учитывает прямые издержки (потерю собственности и медицинские расходы) плюс непрямые издержки (потерю заработной платы). | Число аварий х цена одной аварии |
| 18 | Цена загрязнения воды                                         | -                         | Ущерб качеству воды представляет собой прямую потерю для общественного благосостояния, он не учитывается в ВВП. Оценки занижены из-за недостатка данных по распределённым источникам загрязнения.                                                                                         | Процент ухудшения качества воды х выгода от пользования качественной водой |
| 19 | Цена загрязнения воздуха                                      | -                         | Хотя ущерб качеству воздуха оказывает негативное влияние на домохозяйства, инфраструктуру, окружающую среду и здоровье населения, он игнорируется в ВВП. | Данные о загрязнении х цена за единицу загрязнения |
| 20 | Цена шумового загрязнения                                     | -                         | Всемирная организация здравоохранения оценивает ущерб от шумового загрязнения. | Индекс урбанизации х цена шумового загрязнения по оценке ВОЗ |
| 21 | Потери водно-болотных угодий                                  | -                         | Цена экосистемных сервисов, предоставляемых водно-болотных угодьями, не учитывается в ВВП. | Суммарные потери водно-болотных угодий х оценка стоимости за гектар |
| 22 | Потери сельскохозяйственных угодий                            | -                         | Урбанизация ведёт к утере сельскохозяйственных земель, что снижает устойчивость местного снабжения продуктами питания, подрывает исторические и эстетические ценности общества и приводит к утере мест обитания биологических видов.                                                      | Потери сельхозугодий х оценка стоимости за гектар |
| 23 | Истощение невозобновляемых ресурсов                           | -                         | Расходование невозобновляемых ресурсов делает невозможным пользование ими в будущем и является неустойчивым. GPI оценивает издержки как стоимость замены на возобновляемые ресурсы. | Потребление невозобновляемых ресурсов х цена замены на возобновляемые ресурсы |
| 24 | Долгосрочный экологический ущерб                              | -                         | В GPI издержки, связанные с долгосрочной деградацией окружающей среды, учитываются как последствия дестабилизации климата. | Потребление энергии х приращение социальных издержек эмиссии СО2 за данный год |
| 25 | Разрушение озонового слоя                                     | -                         | Истощение озонового слоя в верхних слоях атмосферы угрожает благополучию всех обитателей планеты за счёт увеличения вредной радиации от Солнца. GPI оценивает ожидаемые экономические издержки этой долгосрочной экологической проблемы.                                                  | Эмиссия разрушающих озон веществ х цена за килограмм |
| 26 | Уменьшение лесного покрова                                    | -                         | Утрата лесов означает потерю многих предоставляемых ими благ, включая предотвращение наводнений, улучшение качества воздуха и воды, поддержание биоразнообразия, лесные продукты, а также эстетические и рекреационные ценности.                                                          | Площадь утерянных лесов х цена за гектар |

## Ограничения
Согласно мнению его сторонников,  GPI является «более верным» ориентиром в оценке экономического прогресса по сравнению с ВВП, но он не претендует на совершенство. Индикатор, основанный на относительно небольшом наборе исходных составляющих, с неизбежностью остаётся лишь весьма обобщённым и «грубым», возможность его «тонкой настройки» ограничена в основном доступностью разных видов данных. Кроме того, многие издержки экономического процесса в принципе затруднительно выразить в денежной форме.
Распространение GPI также сдерживается сохраняющимися методическими различиями в подсчётах, выполняемых разными исследователями, например, различиями в учёте климатического воздействия как накапливающегося либо только как текущего фактора. Значительную проблему представляет также единообразие в задании исходных граничных условий подсчётов для обеспечения сопоставимости GPI разных стран и регионов.
По мнению некоторых авторов, негативным фактором также является отсутствие в GPI в его нынешнем виде количественной оценки неопределённостей. Вычисление доверительных интервалов в оценке значений индекса могло бы повысить его привлекательность для практического использования.
GPI является по своей природе экономическим, а не экологическим показателем. Чтобы оценивать экологическую устойчивость, необходимо в дополнение к нему использовать биофизические индикаторы.
GPI не основан на «сильной» формулировке понятия экологической устойчивости, согласно которой истощение природного капитала не может быть компенсировано ростом в других сферах. Он на равных правах включает в себя экономические, социальные и экологические компоненты, поэтому возможно истощать природный или социальный капитал, увеличивая доходы и потребление, и при этом получать рост GPI на душу населения. Этот набор условий известен в теории как ситуация «слабой устойчивости» (Neumayer, 1999), он наблюдается на практике в некоторых региональных калькуляциях GPI. И наоборот, динамика GPI обострённо реагирует на упадок городов, выражающийся в таких проблемах, как безработица, низкие доходы и высокая неравномерность их распределения, высокая преступность.

## Оценки GPI для различных стран и регионов
Перечень калькуляций национальных GPI для двадцати одной страны
| Исследование             | Страна         | Период    |
| ------------------------ | -------------- | --------- |
| Hamilton, 1997           | Австралия      | 1950-1996 |
| Hamilton, 1999           | Австралия      | 1950-1996 |
| Hamilton и Dennis, 2000  | Австралия      | 1950-2000 |
| Lawn, 2008               | Австралия      | 1967-2006 |
| Stockhammer и др., 1997  | Австрия        | 1955-1992 |
| Bleys, 2006              | Бельгия        | 1970-2000 |
| Bleys, 2008              | Бельгия        | 1970-2004 |
| Castaneda, 1999          | Чили           | 1965-1995 |
| Wen и др., 2008          | Китай          | 1970-2005 |
| Scasny, 2008             | Чехия          |           |
| Nourry, 2008             | Франция        | 1990-2002 |
| Diefenbacher, 1994       | Германия       | 1950-1990 |
| Lawn, 2008               | Индия          | 1987-2003 |
| Guenno и Tiezzi, 1998    | Италия         | 1960-1991 |
| Makino, 2008             | Япония         | 1970-2003 |
| Rosenberg и Oegema, 1995 | Нидерланды     | 1950-1992 |
| Bleys, 2007              | Нидерланды     | 1971-2004 |
| Forgie и др., 2007       | Новая Зеландия | 1970-2005 |
| Forgie и др., 2008       | Новая Зеландия | 1970-2005 |
| Gil и Slezynski, 2003    | Польша         | 1980-1997 |
| Moffatt и Wilson, 1994   | Шотландия      | 1980-1991 |
| Hanley и др., 1999       | Шотландия      | 1980-1993 |
| Jackson и Stymne, 1996   | Шотландия      | 1970-2005 |
| Jackson и Stymne, 1996   | Швеция         | 1950-1992 |
| Clarke и Islam, 2004     | Таиланд        | 1975-1999 |
| Clarke and Shaw, 2008    | Таиланд        | 1975-2004 |
| Jackson и др., 2002      | Великобритания | 1950-1996 |
| Jackson и Marks, 1994    | Великобритания | 1950-1990 |
| Jackson, 2004            | Великобритания | 1950-2002 |
| Anielski и Rowe, 1999    | США            | 1950-1997 |
| Venetoulis и Cobb, 2004  | США            | 1950-2002 |
| Talberth и др. 2007      | США            | 1950-2004 |
| Hong и др. 2008          | Вьетнам        | 1992-2004 |
| Midmore и др. 2000       | Уэльс          | 1970-1996 |
| Matthews и др. 2003      | Уэльс          | 1990-2000 |
| Jones и др. 2007         | Уэльс          | 1990-2005 |

Перечень калькуляций региональных GPI для пятидесяти девяти регионов
| Исследование                                       | Регион и страна                                                       | Период             |
| -------------------------------------------------- | --------------------------------------------------------------------- | ------------------ |
| Lawn и Clarke, 2008                                | Штат Виктория, Австралия                                              | 1986-2003          |
| Anielski и др., 2001                               | Провинция Альберта, Канада                                            | 1961-1999          |
| Gustavson и Lonergan, 1994                         | Провинция Британская Колумбия, Канада                                 |                    |
| Pannozzo и др., 2009                               | Провинция Новая Шотландия, Канада                                     | Примерно 1980-2005 |
| Wen и др., 2007                                    | Города Сучжоу, Янчжоу, Нинбо и Гуанчжоу, Китай                        | 1991-2001          |
| Jackson и др., 2008                                | Все регионы Англии                                                    | 1994-2005          |
| Pulselli и др., 2006                               | Провинция Сиена, Италия                                               | 1999               |
| Pulselli и др., 2008                               | Провинция Модена, Италия                                              | 1971-2003          |
| Pulselli и др., 2008                               | Провинция Римини, Италия                                              | 1971-2003          |
| Bagstad и Ceroni, 2007                             | 7 северо-восточных графств штата Вермонт, США                         | 1950-2000          |
| Bagstad и Shammin, 2012                            | Города Акрон и Кливленд, 17 северо-восточных графств штата Огайо, США | 1950-2005          |
| Bay Area Genuine Progress Indicator Analysis, 2006 | г. Сан Франциско, 8 графств штата Калифорния, США                     | 2000               |
| Costanza и др., 2004                               | г. Берлингтон, графство Читтенден, штат Вермонт, США                  | 1950-2000          |
| Environmental Quality Board, 2000                  | Штат Миннесота, США                                                   | 1960-1995          |
| Готовится несколькими организациями                | Штаты Мэриленд, Массачусетс, Мичиган и Юта, США                       |                    |

Динамика изменений GPI для шести стран

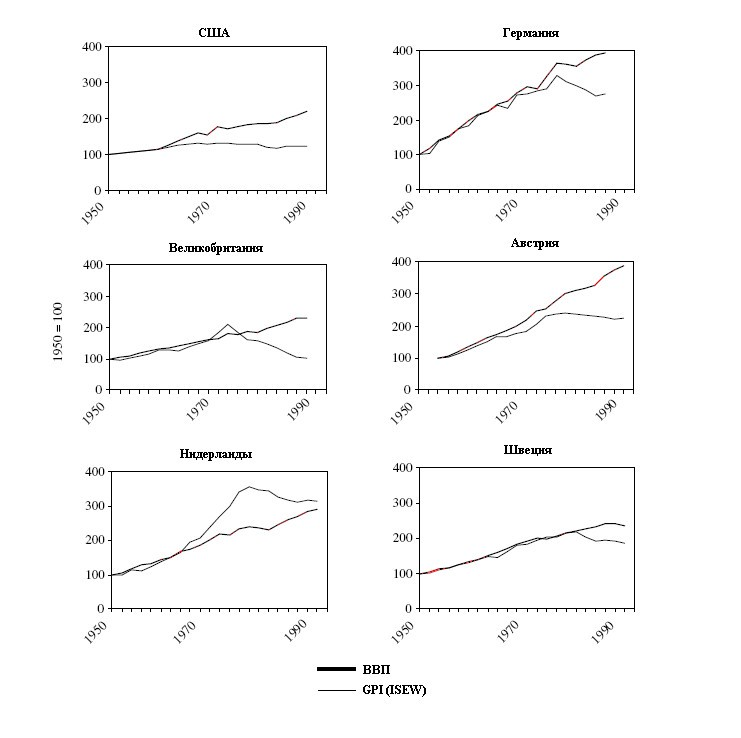
Сравнение ВВП и GPI для США, Германии, Великобритании, Австрии, Нидерландов и Швеции (На осн. Figure 1 из Lawn 2003)

### GPI в странах бывшего СССР
В Российском научном сообществе не уделяется существенного внимания использованию GPI применительно к экономике России. В научных публикациях встречаются лишь упоминания об этом индикаторе, или приводятся краткие справочные сведения о нём. Не сложилось даже общепринятого русскоязычного названия.

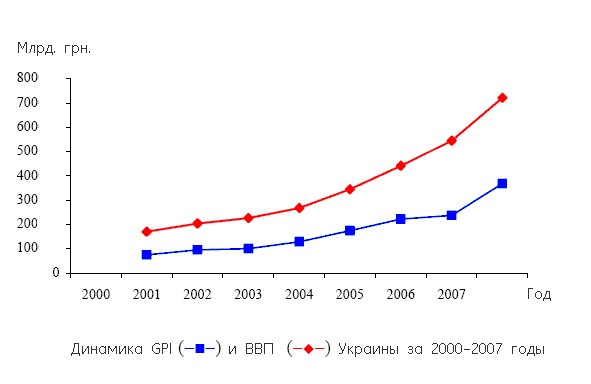
Динамика GPI и ВВП Украины за 2000-2007 годы.

На Украине в 2009 году опубликована оценка национального GPI за 2006 год без изложения методики расчётов.
В 2010 году были выполнены расчёты GPI Украины за 2000—2007 годы по общепринятой методике.
При этом примерно половина составляющих GPI не включалась в результаты ввиду недостатка статистических данных.

## Официальное применение
GPI официально используется в американском штате Мэриленд (на основании решения губернатора штата), штат Орегон разрабатывает десятилетний бюджетный план с использованием GPI.
Законодатели Вермонта (США) объявили в качестве официальной цели повышение GPI штата на 5% в течение 5 лет.

## Критика
На протяжении истории существования GPI он критиковался с различных позиций. 
Neumayer (1999) подверг сомнению концептуальную основу индикатора, по его мнению, некорректно смешиваются измерение текущего благосостояния и устойчивости, которые лучше рассматривать раздельно. Lawn (2005) защищал применяемый в GPI   подход, показывая тесную связь многих аспектов текущего благосостояния с долговременной устойчивостью.
Другие критики указывали на противоречивый и произвольный, по их мнению, характер выбора методов денежной оценки ряда аспектов экономической активности, указывая, что субъективный выбор этих методов может частично объяснять расхождение динамики GPI и ВВП (Neumayer, 2000; Bleys, 2006). В ответ Lawn и др. (2009) описали теоретические основы наиболее спорных аспектов вычисления GPI, показывая, что принятые методы следуют общепризнанным различиям понятий дохода и капитала, как они были сформулированы в работе Фишера 1945 года. Защитники GPI обычно признают необходимость улучшения его методов за счёт совершенствования экспертных оценок и применения более детальной статистической базы.
Частым упрёком в адрес GPI является его «связь с субъективными ценностями». Его защитники в ответ обычно указывают на то, что, в конечном счёте, все индикаторы (включая ВВП) опираются на субъективный выбор в вопросе о том, какого рода информация заслуживает внимания и как именно её учесть. В процессе выбора мы с неизбежностью опираемся на наши ценности. По мнению его защитников, отличие GPI от других индикаторов состоит не в какой-либо его особенной «субъективности», а скорее в открытом изложении предпосылок и ценностей, на которых он основан.
Существует и критика GPI с антипотребительских позиций, в частности, подвергается сомнению выбор потребительских расходов в качестве базового компонента, что, по мнению критиков, является скрытым оправданием потребительства, то есть отождествления общественного блага с ростом материального потребления. Сторонники GPI отвечают, что ввиду трудностей количественного определения благополучия и удовлетворённости как психических феноменов, потребление можно признать приемлемой заменой  благосостояния «в первом приближении».